# Cyril Method Pazdera

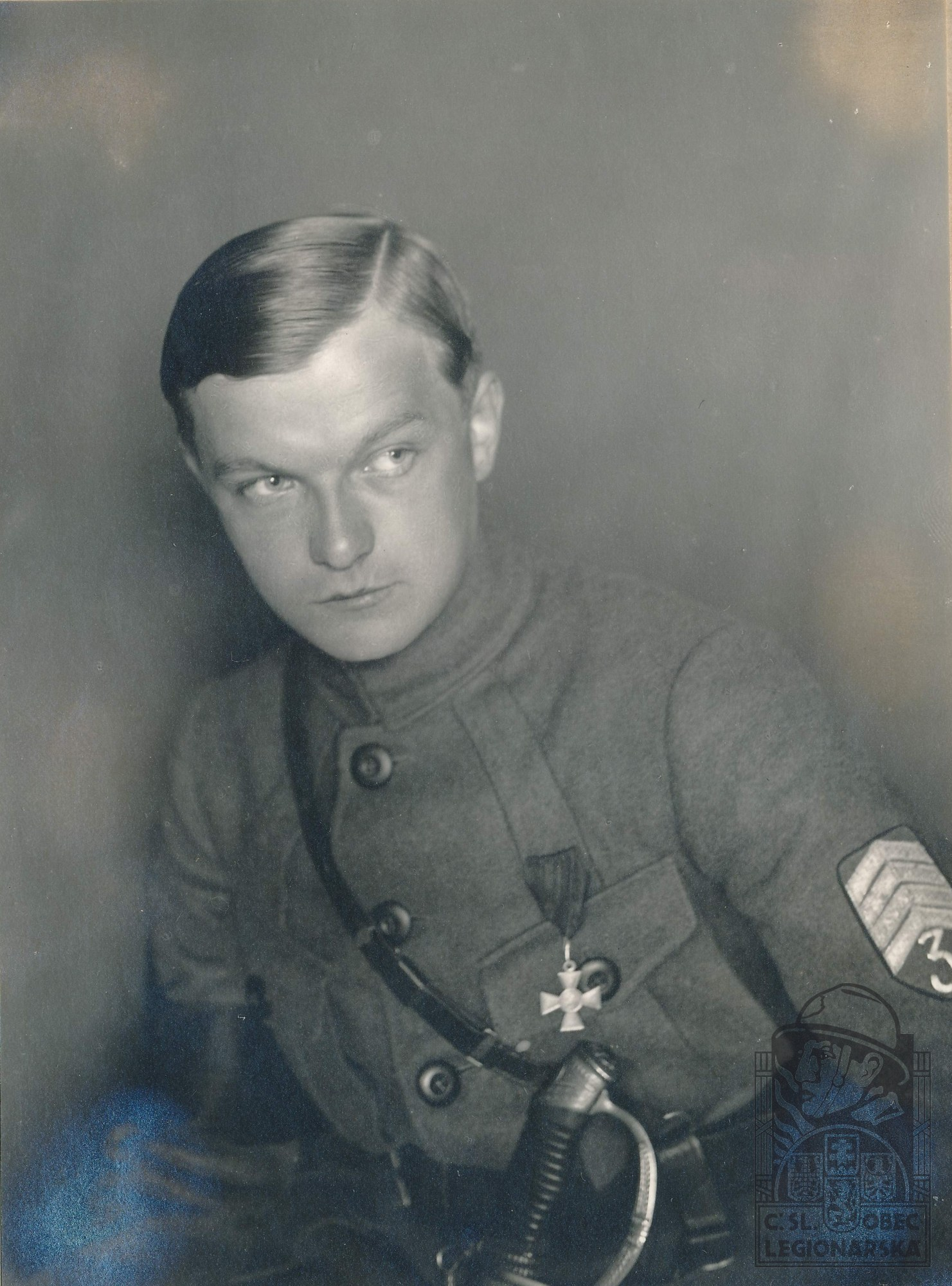
V uniformě československých legií na Rusi

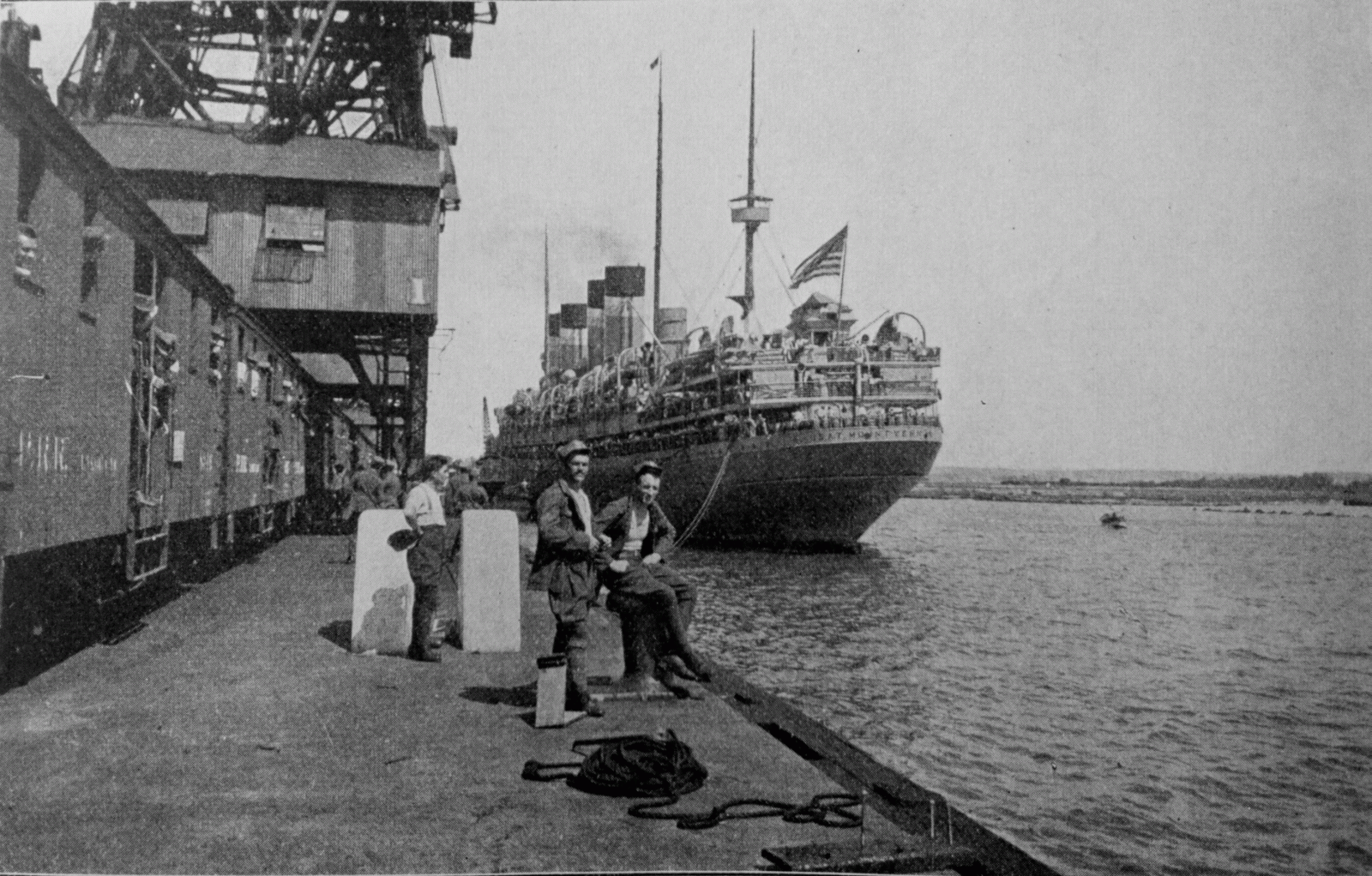
Americká loď Mount Vernon

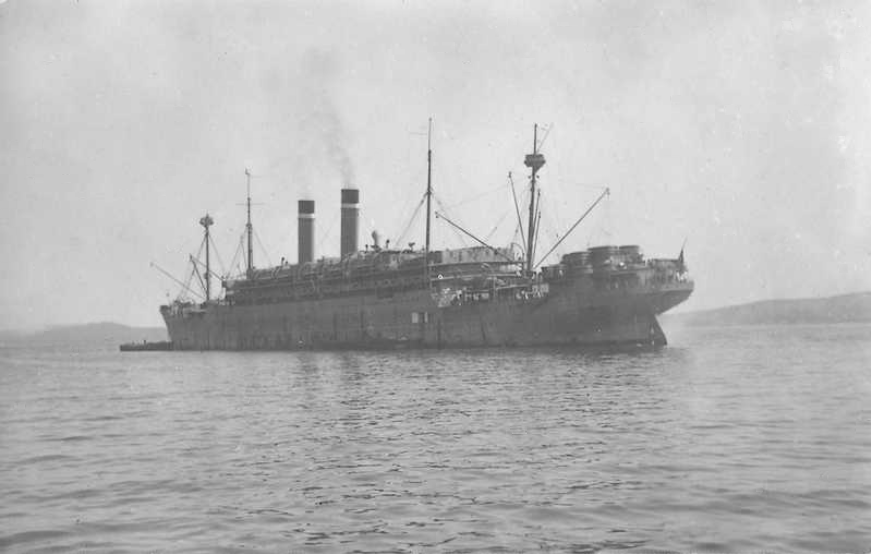
Transportní loď USAT America

Cyril Method Pazdera (3. března 1896 Vlachova Lhota – 24. listopadu 1942 Věznice Plötzensee, Berlín) byl (za první světové války) příslušníkem československých legií na Rusi a po návratu do vlasti plukovníkem prvorepublikové československé armády. Za Protektorátu Čechy a Morava byl deaktivován a záhy se zapojil do domácího protiněmeckého odboje jako velitel ilegální vojenské organizace Obrana národa v jižních Čechách. Po prozrazení v únoru 1940 byl zatčen a odsouzen za velezradu k trestu smrti. Po druhé světové válce byl v roce 1946 in memoriam povýšen do hodnosti brigádního generála a v roce 2019 mu bylo uděleno čestné občanství obce Vlachova Lhota.

## Život

### Rodinné zázemí a studia
Cyril Method Pazdera se narodil 3. března 1896 ve Vlachově Lhotě do rodiny řídícího učitele Cyrila Pazdery (staršího) a jeho manželky Anny Pazderové V roce 1911 byl jeho otec přeložen ze školy ve Vlachově Lhotě na základní školu do Prakšic u Uherského Hradiště. Tady vykonával funkci řídícího učitele, poté, co se sem přestěhoval s manželkou Terezií, dcerou Boženou a synem Cyrilem. Rodina řídícího učitele bydlela v Prakšicích ve staré škole na Dědině číslo popisné 29. Cyril Pazdera mladší absolvoval (v letech 1911 až 1915) Českou vyšší obchodní akademii v Brně.

### První světová válka a československé legie
Po vypuknutí první světové války musel narukovat 1. dubna 1915 do c a k. rakousko-uherské armády. Jako jednoroční dobrovolník (v hodnosti desátníka) sloužil u bosenského pěšího pluku číslo 4. S tímto útvarem byl převelen na ruskou frontu, ale zde v bojích u Lucka (v hodnosti desátníka) dne 31. srpna 1915 padl do zajetí.
Ve stanici Almaznaja v Jekatěrinoslavské gubernii se 1. prosince 1915 přihlásil Cyril Pazdera do československého dobrovolnického vojska na Rusi. V hodnosti vojína byl zařazen k 1. střeleckému pluku Jana Husa československého legionářského vojska. V řadách 3. střeleckého pluku Jana Žižky z Trocnova sloužil od 7. července 1916, ale během roku 1917 absolvoval důstojnickou školu v Žitomíru a také se účastnil bitvy u Zborova (1.–2. července 1917). Poručík Pazdera se účastnil také bojů na transsibiřské magistrále, kde byl dne 26. srpna 1918 u Verchnevjansku zraněn.
Do nově založené a svobodné Československé republiky se vrátil v hodnosti kapitána (přes Panamu) s lodním transportem číslo 20 na transportní lodi USAT Mount Vernon. Loď vyplula z Vladivostoku 13. dubna 1920, ale cestou došlo k poškození plavidla, takže celý transport nabral zdržení. Dne 22. července 1920 byli pasažéři přeloženi v Norfolku na náhradní loď USAT America, se kterou dopluli 9. srpna 1920 do italského Terstu a dne 14. srpna 1920 dojeli vlakem do Československa (do Českých Budějovic). V československých legiích skončil Pazdera v hodnosti majora u 3. střeleckého pluku Jana Žižky z Trocnova.

### Prvorepubliková československá armáda
Po návratu do Československa vstoupil do řad důstojníků prvorepublikové československé armády; v roce 1920 nastoupil k dělostřeleckému pluku v Olomouci; následně byl přidělen k dělostřeleckému oddílu číslo 258 v Opavě. V roce 1922 dokončil studium na dělostřelecké škole v Olomouci a 20. prosince 1922 byl povýšen do hodnosti štábního kapitána. V roce 1926 jej povýšili do hodnosti majora, ale to bylo během dvanáct let trvající služby v různých posádkách (u různých dělostřeleckých jednotek) na Slovensku (Bratislava, Žilina, Banská Štiavnica, a znovu Žilina). Po svatbě s Antonií Kotkovou (narozenou v Lanškrouně) v roce 1924 se manželům Pazderovým narodil v roce 1927 syn Jaroslav. Dvanáctiletou vojenskou službu na Slovensku skončil Cyril Pazdera v roce 1934 v Šamoríně, odkud byl (v hodnosti podplukovníka) převelen do Prahy. V Praze nastoupil ke studiu do kurzu pro velitele vojsk a v roce 1935 se manželům Pazderovým narodil druhý syn Jiří. V roce 1936 dosáhl hodnosti plukovníka dělostřelectva a v roce 1937 byl převelen do jihočeského Tábora, kde byl pověřen velením 52. dělostřeleckého pluku a současně i výkonem funkce velitele táborské posádky.

### Druhá světová válka

#### Obrana národa
Po vyhlášení Protektorátu Čechy a Morava (po 15. březnu 1939) byla československá armáda v roce 1939 rozpuštěna a její bývalí důstojníci byli rozmisťováni (coby civilní úředníci) v rámci protektorátního státního aparátu. Deaktivovaný plukovník Cyril Pazdera se již od počátku německé okupace Čech a Moravy dal plně k dispozici rychle se tvořící ilegální vojenské organizaci Obrana národa (ON). V dubnu 1939 zastával Pazdera funkci podvelitele ilegální Obrany národa na Táborsku (na okrese Tábor) a svoje „služební cesty“ na koordinační schůzky s pražskými špičkami ON maskoval před protektorátními úřady legendou o obtížích při shánění svého civilního pracovního místa. Krajské velitelství ON bylo v září 1939 přemístěno z Českých Budějovic do Tábora a plukovník Cyril Pazdera se stal jeho ilegálním krajským velitelem.

#### Ilegální organizace
Již v prvních měsících po 15. březnu 1939 zahájilo na Táborsku svoji aktivitu hned několik ilegálních odbojových protiněmeckých organizací, mezi něž patřila především Obrana národa (ON) tvořená bývalými deaktivovanými důstojníky prvorepublikové československé armády. Táborská odnož Obrany národa udržovala kontakty s Pískem, Budějovicemi i Prahou, získávala vojensky a politicky důležité informace, které pak byly z pražského centra ON předávány ilegálními vysílačkami (nebo kurýrní cestou) do Anglie. Další činností ON pak bylo rozšiřování ilegálních tiskovin a shromažďování zbraní pro budoucí ozbrojený boj s německými okupanty. Táborská ON disponovala i vysílačkou a shromažďovala informace o přesunech a počtech německých vojsk, jejich strategických skladech benzínu a jiného vojenského materiálu, .... Zpravodajská činnost vedla i k založení civilní složky ON, kde například zaměstnanci pošt podávali informace o dopisech určených gestapu a psaných lidmi z řad Čechů – udavačů. Táborské vedení ON koncem roku 1939 žádalo pražské ústředí ON o zbraně, ale příslib 200 pušek a granátů zůstal nenaplněn, protože se v Praze rozjelo zatýkání a pražské centrum ON začalo být německým bezpečnostními složkami likvidováno.

#### Rozbití Obrany národa
Seznamy funkcionářů jednotlivých krajských organizací Obrany národa se dostaly do rukou gestapa poté, co bylo odhaleno pražské ústředí ON. V únoru 1940 byla činnost ON odhalena a v Táboře bylo zatčeno mnoho jejich členů (major Szafrán, kapitán Novotný, major Pertl; Robert Mixa, ...).
Plukovník Cyril Pazdera byl zatčen 6. února 1940 a byl nejprve vězněn a vyslýchán v Táboře. V létě 1940 jej přemístili do Českých Budějovic, a pak následoval převoz do věznic v Budišíně, v Berlíně a Rottenburgu. Dne 26. června 1942 byl v Berlíně plukovník Cyril Pazdera odsouzen Lidovým soudním dvorem k trestu smrti za velezradu. Dne 24. listopadu 1942 byl plukovník Cyril Pazdera popraven gilotinou v popravčí komoře nacistické věznice v Berlíně–Plötzensee.

## Po druhé světové válce
- Za činnost v Obraně národa byl dne 26. října 1946 Cyril Mathod Pazdera povýšen (in memoriam) do hodnosti brigádního generála.[7][1][6][3]
- Plukovníka Cyrila Pazderu připomíná i pamětní deska věnovaná popraveným příslušníkům Obrany národa táborského kraje. Deska se nachází ve vstupní hale Státního okresního archivu v Táboře.[7]
- Čestné občanství obce Vlachova Lhota bylo uděleno Cyrilu Methodovi Pazderovi dne 2. května 2019.[7][3]